# August von Vécsey
August Vècsey de Vécse et Hajnácskeö (Leshniv, 22 agosto 1775 – Vienna, 15 gennaio 1857) è stato un militare austriaco.
Proveniente da una famiglia di origine ungherese e dalla gloriosa tradizione militare, fu attivo principalmente durante le guerre rivoluzionarie francesi e le guerre napoleoniche, servendo in Italia anche in occasione dei moti di Torino del 1821.

## Biografia

### I primi anni e l'ingresso nell'esercito
Nacque a Leshniv in Galizia, nell'attuale Ucraina, il 22 agosto 1775. La sua famiglia aveva fornito numerosi ufficiali all'esercito austriaco nel corso degli anni. Ad esempio, suo padre Siegbert era stato anch'egli un militare, raggiungendo il grado di tenente maresciallo e ottenendo il riconoscimento al titolo di Freiherr. Non ancora quattordicenne, August era già alfiere del reggimento di fanteria Wartensleben, partecipando alla guerra austro-turca al seguito del padre come tenente del reggimento di corazzieri Czatoryski.
Poco tempo dopo, allo scoppio della guerra della Prima coalizione, fu inviato, sempre al seguito del padre, a combattere sul fronte tedesco contro le forze repubblicane francesi. Il 14 marzo 1793, fu promosso primo tenente nel 2° reggimento di ussari Erzherzog Leopold e qualche mese più tardi fu protagonista di un episodio bellico a Jockgrim in Alsazia durante il quale riuscì a catturare diverse decine di prigionieri e vari cannoni alle forze francesi. Nel 1794 divenne il secondo capitano del 4° reggimento di ussari agli ordini di suo padre, con il quale rimase per i successivi tre anni di campagna.

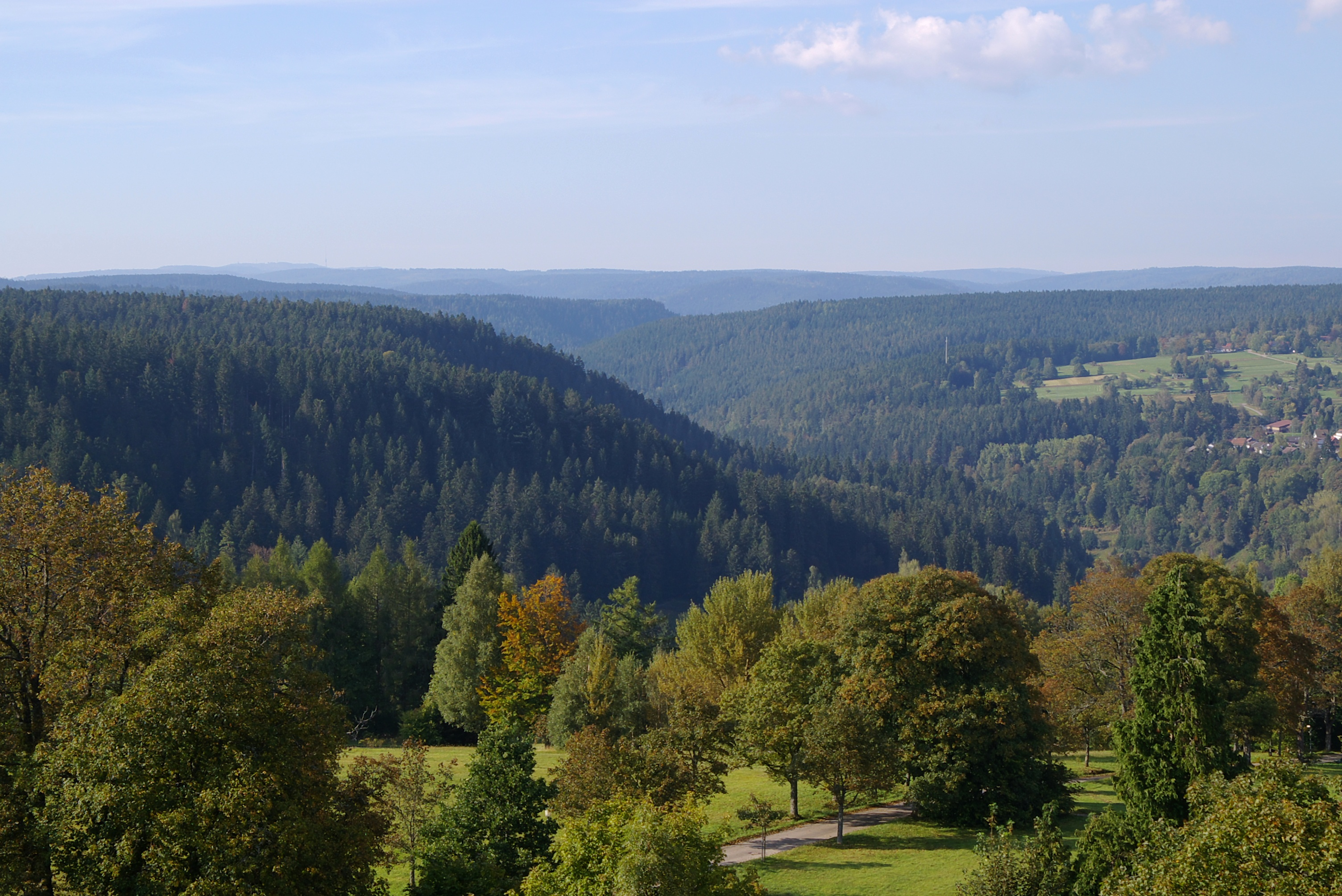
Paesaggio della Foresta Nera

Il coraggio e le capacità di Vécsey furono ancora più evidenti durante la guerra della Seconda coalizione, durante la quale venne nuovamente impiegato sul fronte tedesco. Dispiegato con i suoi uomini, uno squadrone e mezzo di ussari e due compagnie di fanteria, all'interno della Foresta Nera, non lontano da Basilea, riuscì a respingere l'attacco della divisione francese del generale Ferino. Un'impresa simile fu ripetuta dalle sue forze il 29 luglio nei pressi di Zell, quando due colonne nemiche attaccarono la sua posizione e vennero respinte dopo un combattimento durato per otto ore. Quest'azione fu segnalata dallo stesso arciduca Carlo nei suoi rapporti quotidiani. Il 4 ottobre venne nominato primo capitano del proprio reggimento e due settimane dopo, il 16 ottobre, si distinse nuovamente, salvando le forze del conte Eszterházy, rimasto isolato a Neckarshausen ed attaccato da diversi reparti francesi di cavalleria. Vécsey, partendo dalle retrovie, decise in completa autonomia di attaccare il fianco delle forze nemiche con uno squadrone, mettendolo in fuga. L'azione, al termine della quale furono catturati una cinquantina di repubblicani e molti altri risultarono caduti in battaglia, permise alle forze austriache di proseguire la ritirata in ordine e fruttò a Vécsey e ai suoi uomini una medaglia d'oro e sei medaglie d'argento per il coraggio dimostrato. Il gesto venne segnalato anche dal principe Schwarzenberg. Nel 1801 si trasferì per breve tempo in un altro battaglione, facendo poi ritorno al reggimento del padre.

### Le guerre del 1805 e del 1809

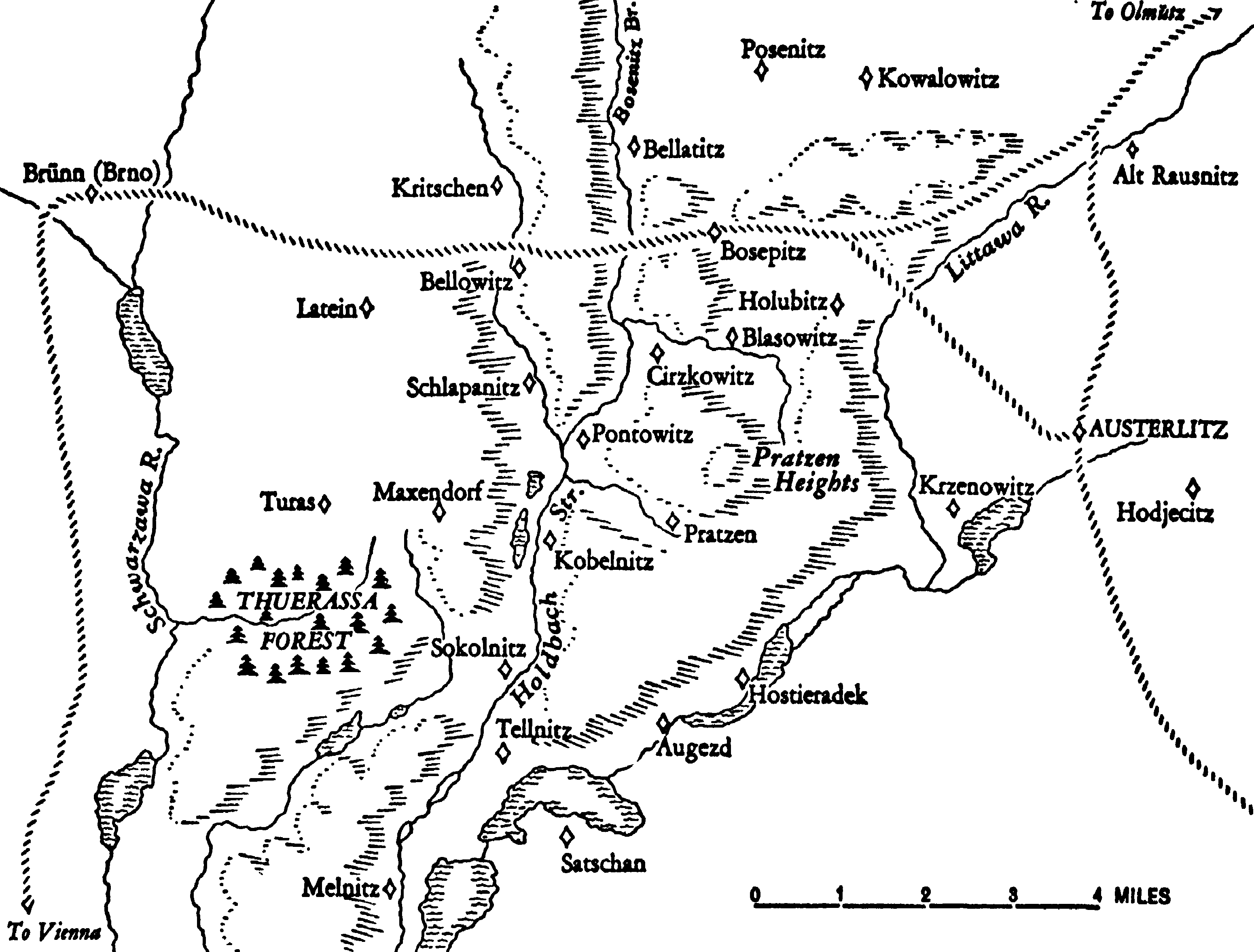
Mappa dei dintorni di Austerlitz

Nella campagna del 1805 si distinse nuovamente per le sue capacità. Il 3 novembre, mentre le forze russe si ritiravano da Enns, i francesi attaccarono la retroguardia, costituita da due squadroni di ussari e lasciata nei pressi di Asten, a circa un'ora e mezza dalla città. I ripetuti attacchi dei francesi la misero in fuga, lasciando scoperta la strada per il ponte sull'Enns che l'esercito russo stava attraversando. Vécsey, compreso il pericolo, si mosse rapidamente con la propria divisione e bloccò la strada ai napoleonici, infliggendo loro pesanti danni e permettendo alle forze della coalizione di completare in sicurezza la ritirata, prima di distruggere il ponte.  Promosso a tenente colonnello il 25 novembre, partecipò alla battaglia di Austerlitz il 2 dicembre. Quando i russi riuscirono a cacciare i francesi dalla collina di fronte a Tellnitz, dando avvio alla battaglia, egli si trovava dietro di loro. I francesi, ritrovate le forze, ripresero il villaggio e circondarono la posizione dei russi: Vécsey non esitò ad intervenire, senza aver ricevuto ordini, ed attaccò la colonna di fanteria sinistra dei napoleonici, riuscendo a catturare o ad eliminare buona parte dei suoi soldati, nonostante una fitta pioggia di proiettili fosse stata diretta contro la sua posizione. L'ala russa venne quindi liberata. Due giorni dopo la terribile sconfitta, egli fu incaricato di scortare l'imperatore Francesco a colloquio con Napoleone assieme ad altri 150 ussari.

Per questi due episodi, dove aveva dimostrato intraprendenza, coraggio e dato prova delle sue capacità militari, Vécsey venne nominato Cavaliere dell'Ordine militare di Maria Teresa nell'aprile del 1806. In seguito, il 1º novembre 1807 venne assegnato all'8° reggimento ussari Kienmayer e il 31 luglio 1808 venne promosso colonnello e comandante di reggimento.

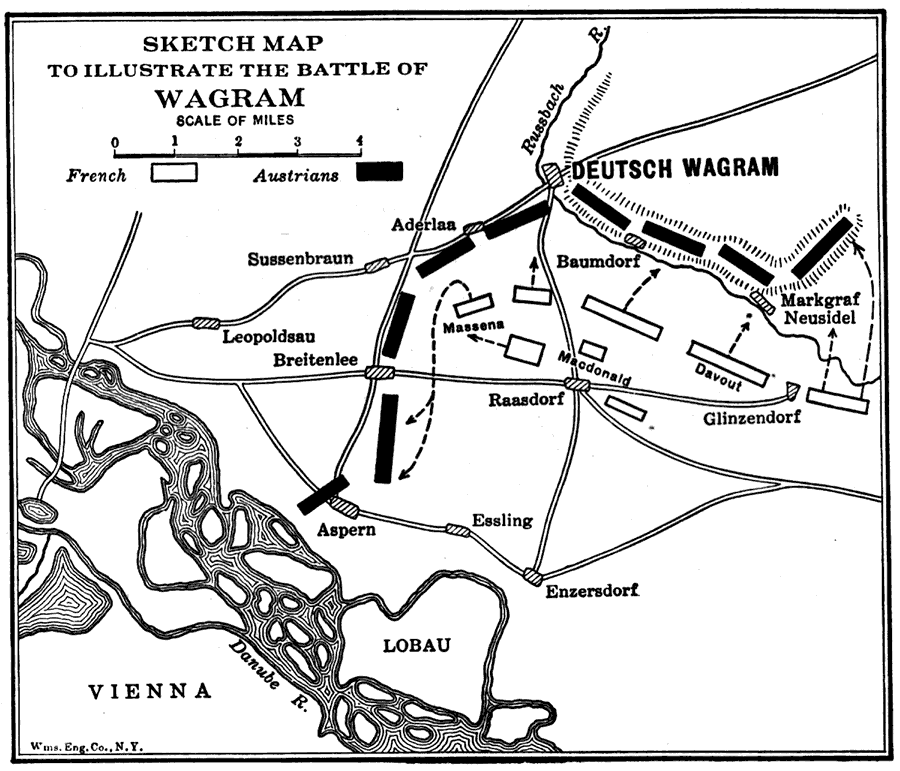
Schema della battaglia di Wagram

L'anno seguente, prese parte alla nuova guerra contro la Francia. Combatté nella battaglia di Aspern-Essling, dove venne promosso sul campo a generale dall'arciduca Carlo, testimone delle sue abilità e dell'impatto dei suoi uomini nello scontro. Rimase assieme al resto dell'esercito austriaco, divenendo comandante degli avamposti del sesto corpo d'armata durante la battaglia di Wagram. Il 5 luglio, dopo che i francesi ebbero preso Groß-Enzersdorf e le ridotte nei pressi di Essling, gli uomini di Vécsey prima sopportarono il fuoco dei cannoni nemici e poi andarono a formare la retroguardia della divisione Kottulinsky. Nonostante il continuo fuoco d'artiglieria, la retroguardia austriaca di Vécsey retrocesse con ordine sino a Hirschstetten, quando il generale, notando i preparativi per un attacco di cavalleria da parte dei francesi, radunò le proprie forze di fanteria mentre i suoi ussari del reggimento Kienmayer tenevano impegnati gli avversari. Il suo attacco fu efficace e i francesi subirono diverse perdite. Un ulteriore attacco da parte di una diversa colonna di cavalleria francesi fu accolto dalle baionette e dal fuoco dei suoi soldati. Scoraggiati ulteriori attacchi, la ritirata della divisione Kottulinsky riprese senza intoppi.
Il 17 aprile 1813 venne elevato al titolo nobiliare di conte, come ricompensa per l'ottimo servizio militare reso alla monarchia asburgica.

### Le campagne in Italia

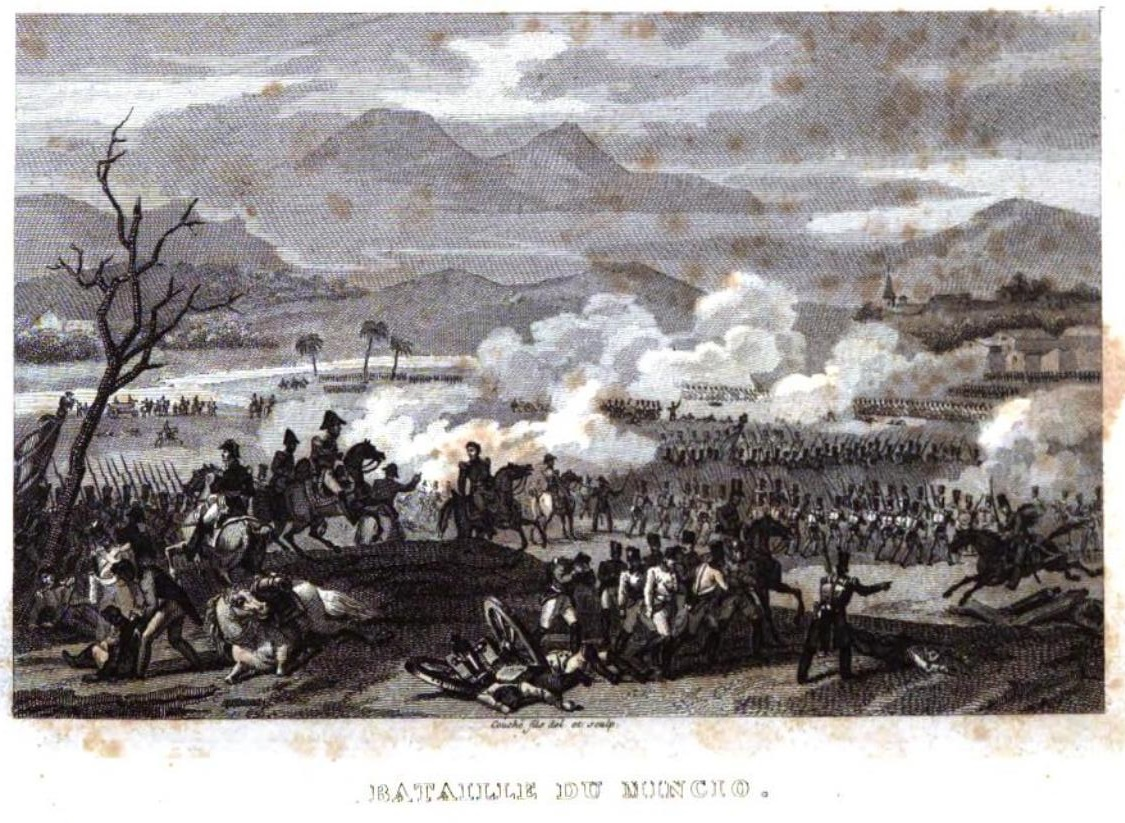
La battaglia del Mincio

Con l'ingresso in guerra dell'Austria al fianco delle potenze della Coalizione, Vécsey fu arruolato all'interno dell'esercito imperiale destinato a combattere sul fronte italiano. In particolare, Vécsey si ritrovò di stanza in Carinzia, dove le armate francesi stavano avanzando e avevano già raggiunto e preso Villaco. Le sue forze furono attaccate e messe in fuga dal corpo di Grenier a Feistritz, permettendo ai franco-italiani di ottenere il controllo della regione momentaneamente. Lavorando in coordinazione con le forze di Fölseis e Csivich, riuscirono ad aggirare il passo di Loibl, a riprendere il controllo della valle della Drava ed interrompere le comunicazioni dei francesi nella valle della Sava. Dopo la ritirata dei franco-italiani verso l'Adige, Vécsey fu aggregato al corpo di Radivojevich, raggiungendo il grosso dell'esercito austriaco nella pianura veneta. Le sue truppe parteciparono ad entrambi gli scontri di Caldiero e di San Michele nel mese di novembre. Partecipò anche agli scontri sul Mincio dell'8 febbraio 1814. Un anno più tardi, dopo la ripresa delle ostilità con la Francia, fu nuovamente inviato in Svizzera, nei pressi di Basilea, dove comandò alcuni reparti d'avanguardia.
Nominato tenente maresciallo di campo nel novembre 1820, Vécsey fu inviato in Italia, per contribuire alla soppressione dei moti in rivoluzionari avvenuti in Piemonte. Per fare ciò, assunse il comando della colonna che avrebbe attraversato il Ticino nei pressi di Pavia nell'aprile 1821. L'8 aprile giunse a Novi e la sua avanguardia occupò la Bocchetta, accelerando così la caduta di Alessandria e la pacificazione del Piemonte. Il 4 maggio 1821 ricevette una missione dal re di Sardegna, Carlo Felice, per mettere a sua disposizione la divisione con cui Vécsey aveva ricevuto l'ordine di occupare il Piemonte.

### Gli ultimi anni
Il 2 aprile 1840 venne nominato General der Kavallerie, venendo assegnato allo stesso tempo al ruolo di Capitano della Guardia reale ungherese, un'unità d'élite all'interno dell'esercito austriaco. Dieci anni dopo, l'8 gennaio 1850, si ritirò dalla vita militare. Morì a Vienna il 15 gennaio 1857.